# Schwarzschwanz-Riesenratte
Die Schwarzschwanz-Riesenratte (Uromys anak) ist ein Nagetier in der Gattung der Mosaikschwanz-Riesenratten, das auf Neuguinea vorkommt.
Der Artzusatz im wissenschaftlichen Namen nimmt wahrscheinlich Bezug auf den biblischen Riesen Anak.

## Merkmale
Die Art ist mit einer Kopf-Rumpf-Länge von 270 bis 335 mm, einer Schwanzlänge von 228 bis 400 mm und einem Gewicht von 450 bis 1020 g einer der größten Vertreter ihrer Gattung. Sie hat 61,3 bis 75,5 mm lange Hinterfüße und 16 bis 26,5 mm lange Ohren. Das raue Fell der Oberseite besteht vorwiegend aus dunklen Deckhaaren, was eine schwarze Grundfarbe ergibt. Eingemischte graubraune Haare, die eine rotbraune oder gelborange Tönung aufweisen können, hellen die Grundfarbe etwas auf. Meist kommt ein undeutlicher dunkler Aalstrich vor. Das Fell der Unterseite ist je nach Exemplar hellbraun oder weiß. Die schwarzen Füße sind oberseits mit Haaren bedeckt, wobei die Zehen und die Fußsohlen etwas heller sind. Der Kopf ist durch nackte abgerundete Ohren gekennzeichnet, die eine schwarzrosa Farbe besitzen. Es kommen dicke schwarze Vibrissen vor. Mit Ausnahme weniger hellerer Flecken ist der Schwanz durchgängig schwarzbraun. Weibchen besitzen vier Zitzen im Leistenbereich.

## Verbreitung
Die Schwarzschwanz-Riesenratte lebt im Zentralgebirge von Neuguinea in Gebieten, die auf 850 bis 3000 Meter Höhe liegen. Sie wurde auch auf der Huon-Halbinsel registriert. Die Art hält sich hauptsächlich in ursprünglichen feuchten Tropenwäldern auf. Dieses Nagetier konnte zum Beispiel in Ansammlungen von Schraubenbäumen (Pandanus) dokumentiert werden.

## Lebensweise
Die Exemplare sind vermutlich nachtaktiv und sie klettern vorwiegend in Bäumen. Der Unterschlupf liegt häufig in Baumhöhlen, in Epiphyten oder in Schraubenbäumen. Andere Nester bestanden aus flachen Blättern, die auf schlammige Stellen in tiefen Felshöhlen platziert waren. Gewöhnlich bilden sich Gruppen mit 8 bis 12 Mitgliedern, die sich ein Nest teilen. Die Schwarzschwanz-Riesenratte verhält sich aggressiv bei Störungen am Bau. Sie droht mit knurrenden und schnarrenden Lauten und attackiert den Eindringling bei Bedarf mit Bissen.
Zur Nahrung zählen Nüsse von Schraubenbäumen und von Pflanzen der Gattung Homalanthus, die zu den Wolfsmilchgewächsen zählt. Vermutlich frisst die Schwarzschwanz-Riesenratte andere Pflanzenteile. Zur Fortpflanzung ist fast nichts bekannt. Ein Weibchen mit vier Nachkommen konnte im August entdeckt werden. Ein anderes Weibchen war im Juli fast erwachsen.

## Bedrohung
Die Schwarzschwanz-Riesenratte wird für ihr Fleisch gejagt. Dies führte in begrenzten Gebieten fast zum Verschwinden der Population. In anderen Bereichen hat die Jagd nur geringe Auswirkungen. Im Verbreitungsgebiet wurden mehrere Naturschutzzonen, wie der Nationalpark Lorentz eingerichtet. Obwohl die Art nicht sehr häufig angetroffen wird, wird die Gesamtpopulation als groß eingeschätzt. Die IUCN listet die Schwarzschwanz-Riesenratte als „nicht gefährdet“ (least concern).